# Stella Gibbons
Stella Dorothea Gibbons (5 gennaio 1902 – 19 dicembre 1989) è stata una scrittrice, giornalista e poetessa britannica.
La fama della Gibbons è dovuta eminentemente al romanzo La fattoria delle magre consolazioni, vincitore del prestigioso Prix Femina Étranger e ristampato numerose volte.

## Biografia

### Infanzia
La famiglia Gibbons affonda le proprie radici in Irlanda. Il nonno di Stella, Charles Preston Gibbons, era un ingegnere civile che trascorse gran parte della sua vita in Sudafrica, dedicandosi alla costruzione di ponti. Lui e la moglie ebbero sei bambini, il secondo dei quali nacque nel 1869 e divenne noto con il suo secondo nome: Telford. L'ambiente familiare dei Gibbons era molto turbolento, con i vari litigi fomentati dagli adulteri di Charles Gibbons. Telford Gibbons, interessatosi alla medicina, divenne chirurgo al London Hospital nel 1897. Il 29 settembre 1900 si unì in matrimonio con Maude Williams, figlia di un intermediario finanziario. I due si stabilirono a Kentish Town, sobborgo industriale del nord di Londra, dove Telford continuò la propria attività da medico per il resto della sua vita.

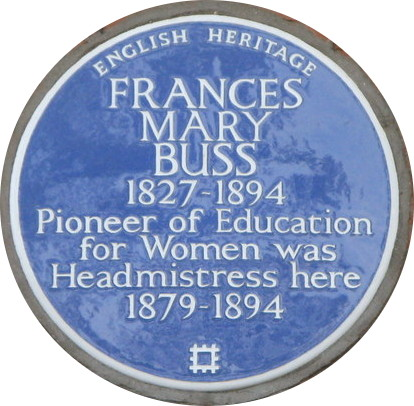
Targa blu che commemora il legame fra Frances Buss e la North London Collegiate School

Stella, la prima bambina della coppia, nacque il 5 gennaio 1902; Gerald e Lewis, i suoi due fratelli, la seguirono rispettivamente nel 1905 e nel 1909. L'atmosfera familiare era turbata dall'indole bellicosa di Telford, che non di rado cedeva a violentissimi scatti d'ira, prestandosi anche all'alcolismo ed a varie relazioni adultere. Stella l'avrebbe descritto come «un cattivo padre, ma un buon dottore»: infatti, l'uomo era misericordioso nei confronti dei pazienti, per poi assumere un comportamento diametralmente opposto con la famiglia. Stella, pur essendo la bambina prediletta, veniva continuamente derisa dal padre, che non esitava a criticare il suo aspetto fisico. Per fortuna, la madre era una donna calma e giudiziosa. La formazione di Stella avvenne sotto la guida di vari precettori, che però non rimasero mai a lungo. Grande importanza rivestì la biblioteca familiare molto fornita, di cui si avvalse la Gibbons per sviluppare le proprie doti narrative, con le quali stupiva i fratelli.
Nel 1915 Stella entrò a far parte della North London Collegiate School (NLCS) di Camden Town, prestigioso plesso fondato da Frances Buss nel 1850 e considerato molto all'avanguardia per l'educazione femminile. Ciononostante, la piccola Stella risentiva della rigidezza della normativa scolastica, trovando le regole eccessivamente oppressive. Quest'avversione venne covata anche dal contemporaneo Stevie Smith, futuro vincitore della Queen's Gold Medal for Poetry, che iniziò a frequentare la scuola nel 1917.  La letteratura era già una consolazione e una passione: la Gibbons, in breve tempo, divenne infatti vicepresidente del Senior Dramatic Club, e il segretario onorario del Debating Society scolastico.

### Formazione universitaria

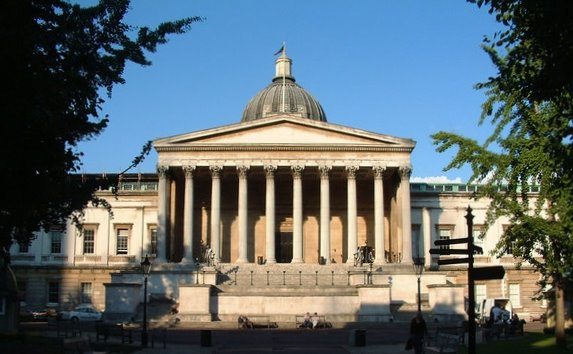
La sede dell'UCL a Gower Street, Londra

Durante la scuola, la Gibbons iniziò a coltivare la propria passione da scrittrice, determinante quando nel 1921 iniziò un corso di studi biennale di giornalismo all'University College (UCL), prestigiosa università britannica con sede a Londra. Il corso, sebbene maggiormente rivolto ai veterani della prima guerra mondiale, era frequentato comunque da molte donne, fra cui la futura scrittrice Elizabeth Bowen. Il corso prevedeva l'insegnamento di economia, politica, storia, scienza e lingue; al contrario, non venne dedicata nessuna ora alle discipline pratiche, quali la stenografia o la dattiloscrittura.
Complice l'esperienza soffocante avuta alla NLCS, la Gibbons rimase esilarata dall'atmosfera universitaria, dove strinse numerose amicizie; una delle più importanti fu quella con Ida Graves, con la quale fu subito legata da un saldo vincolo. Le due, infatti, condividevano l'amore per la letteratura e lo stesso humour sovversivo. La Graves visse fino al 1999, e in un'intervista sottolineò quanto il tempo trascorso insieme avesse influenzato la scrittura de La fattoria delle magre consolazioni. Nel dicembre 1921 risalgono invece le primissime esperienze poetiche di Stella, quando stese The Marshes of My Soul, pubblicato sul giornalino universitario, e The Doer, a Story in the Russian Manner, che anticipa i temi e lo stile tipici dei suoi romanzi successivi. La Gibbons concluse la propria carriera accademica nell'estate del 1923, con il consequente rilascio del diploma.

### Inizi della carriera
Il primo impiego di Stella fu alla British United Press (BUP), dove aveva il compito di decodificare i messaggi d'oltremare e di riscriverli in un inglese incisivo e brillante; nel tempo libero, invece, si dedicava alla rielaborazione di testi. In questo periodo si datano anche vari viaggi, fatti in Francia (1924) e in Svizzera (1925), e l'incontro con Walter Beck. Walter fu il primo fidanzato della ragazza, che con lui trascorreva vari weekend in giro per l'Europa, non esitando a fare ricorso a nominativi falsi pur di poter soggiornare negli alberghi.

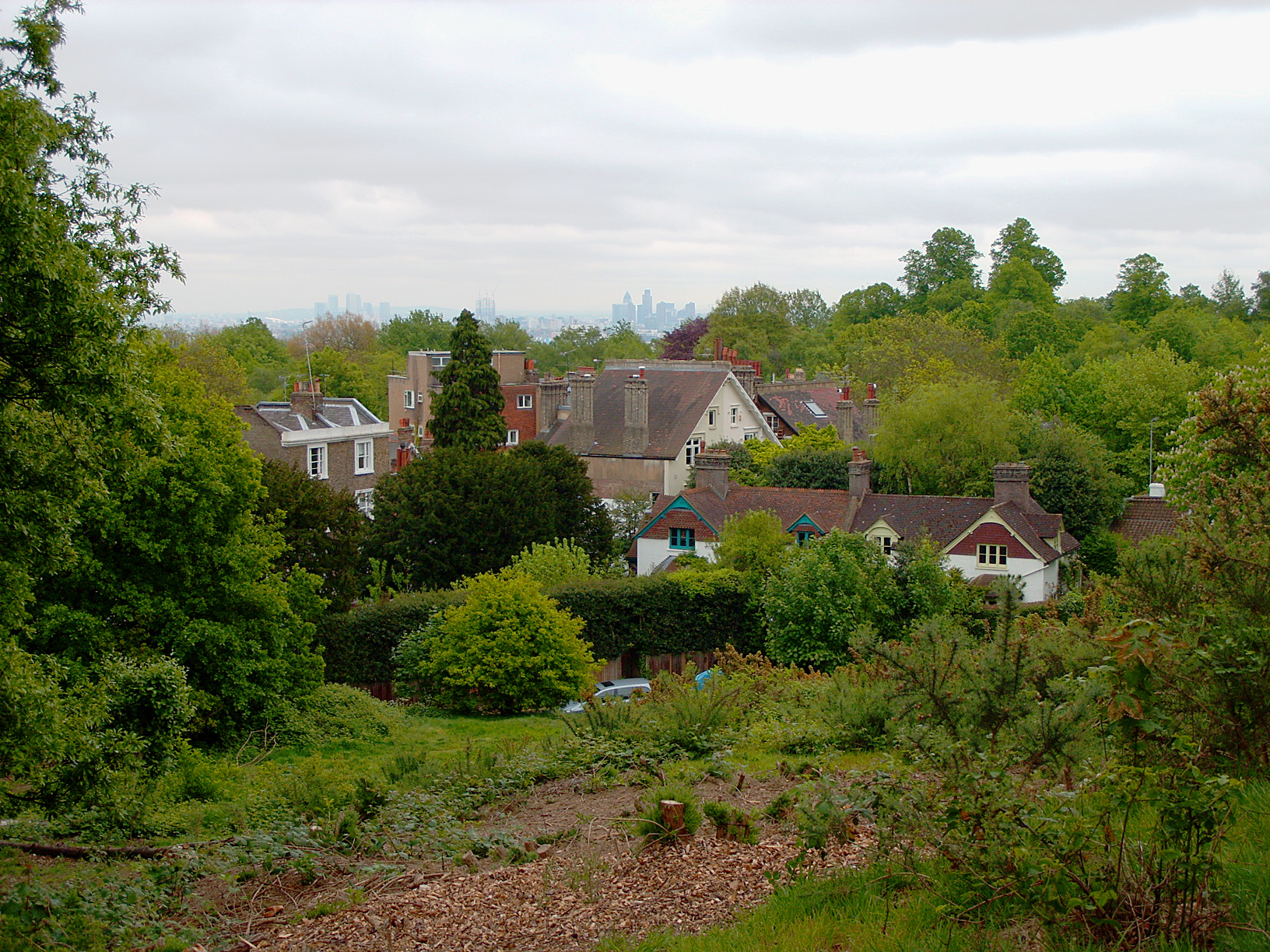
Hampstead, quartiere dove dimorò Stella dopo la morte dei genitori

Nel maggio 1926 morì la madre della Gibbons, Maude, all'età di 48 anni; cinque mesi più tardi fu seguita dal padre di Stella, stroncato da un arresto cardiaco dovuto all'eccessiva consumazione di alcolici. Essendo la primogenita, Stella si ritrovò a dover badare alla famiglia, che si trasferì con lei in una dimora più umile a Hampstead. Nello stesso anno, la negligenza della Gibbons nel calcolo dei tassi di scambio le comportò il licenziamento dalla BUP; tuttavia, la donna trovò subito un altro impiego come giornalista al London Evening Standard. Qui il suo talento non passò inosservato; ricevette varie promozioni in poco tempo, con un salario annuale che toccava le 500 sterline.
Sebbene fosse molto presa dagli incarichi del London Evening Standard, Stella non abbandonò affatto la poesia, tanto che nel settembre 1927 venne subito pubblicata The Giraffes nel The Criterion, rivista letteraria curata da T.S. Eliot. Il componimento fu lodato da Virginia Woolf e da J.C. Squire, membro del circolo dei poeti georgiani, che assunse la Gibbons alle proprie dipendenze, come poetessa per la rivista The London Mercury. Squire fu fondamentale anche per la pubblicazione della prima raccolta di poemi della donna, The Mountain Beast, dato alle stampe nel 1930 dalla casa editrice Longmans e riconosciuto molto favorevolmente dalla critica.
Nonostante la Gibbons si fosse già rivelata nel tempo una fucina di idee, venne licenziata dal London Evening Standard nell'agosto 1930. Si trattava indubbiamente di una scelta addotta a motivi economici, per ragioni che quindi riguardavano la riorganizzazione aziendale; tuttavia, la Gibbons più tardi sospettò comunque che il rapporto di lavoro venne interrotto più per altro a causa delle sue crescenti distrazioni, dovute alla relazione amorosa con Walter Beck. Il rapporto tra i due si concluse bruscamente nel 1928, in primo luogo perché Stella era alla ricerca di una relazione seria, mentre lui voleva qualcosa di più aperto e libertino. Il biografo Reggie Oliver scrisse che la Gibbons non si riprese dal rapporto con Beck neanche quando, nel 1929, iniziò a frequentare Allan Webb, suo futuro marito. In ogni caso, Stella non rimase disoccupata per lungo tempo, sicché poco dopo già iniziò a scrivere per una rivista femminile, The Lady. Fu proprio in questa sede che la donna iniziò a scrivere i primi capitoli de La fattoria delle magre consolazioni; pur di non distrarsi dalla scrittura di quello che poi diverrà il suo capolavoro, la Gibbons iniziò addirittura a «trascurare vergognosamente i suoi doveri», come ricorda la sua amica Elizabeth Coxhead.

### La fattoria delle magre consolazioni
Durante gli anni trascorsi dietro le scrivanie di The Lady, la Gibbons iniziò ad essere definita una «recensora caustica», rivelandosi particolarmente critica sui racconti sulla vita di campagna, pregni di «terreno e figli illegittimi». Pionieri di questa corrente furono invece Mary Webb e Sheila Kaye-Smith, che raggiunsero una notevole popolarità grazie alle loro opere dal sapore bucolico; le opere della Webb erano, tra l'altro, le preferite del primo ministro Stanley Baldwin. Dello stesso parere non era tuttavia la Gibbons, che, in una feroce recensione a Tornata alla terra di Mary Webb, definì il libro «caratterizzato da uno stile pomposo e da una trama ridicola». Nonostante l'atrocità delle critiche, fu proprio l'opera della Webb una delle fonti d'ispirazione de La fattoria delle magre consolazioni, che intendeva parodiare il genere dei romanzi rurali. La copia manoscritta era già pronta nel febbraio del 1932; nello stesso mese venne mandata alla casa editrice Longmans.
Il titolo scelto dalla Gibbons era La fattoria delle maledizioni di Dio (Curse God Farm), prima del suggerimento dell'amica Elizabeth Coxhead. Fu proprio la Coxhead, cresciuta nelle campagne del Leicestershire, a consigliarle «magre consolazioni» come titolo, traendo spunto dal nome di una fattoria di Hinckley. La Gibbons ne fu assolutamente deliziata, e l'opera uscì sotto il nome di La fattoria delle magre consolazioni nel settembre 1932. La trama si concentra sulla figura di Flora Poste, «eroina di Londra prepotente e razionale» che, rimasta orfana e priva di mezzi, è costretta a recarsi da alcuni parenti alla Fattoria delle Magre Consolazioni, nel profondo Sussex. Essendo però la fattoria in rovina, la protagonista sarà ferma nel portare a termine quello che definisce «il suo compito»: rimettere le cose a posto, liberando i vari personaggi dall'oppressione esercitata dalla matriarca, ostinata a privare i coinquilini della loro libertà.
La critica fu concorde nel definire l'opera un successo; non a caso, fu proprio grazie a quest'ultima che il nome di Stella Gibbons acquisì risonanza mondiale. Secondo la Feminist Companion to Literature in English, la parodia della Gibbons «[demolisce] ... la serie di regionalisti "terrosi" come Thomas Hardy, Mary Webb, Sheila Kaye-Smith e D.H. Lawrence». Analogamente, Faye Hammill definì l'opera «una parodia estremamente sofisticata e complessa il cui significato nasce dal suo rapporto con la cultura letteraria del tempo e con la produzione di autori canonici come D.H. Lawrence, Thomas Hardy ed Emily Brontë». La critica accolse l'opera con un entusiasmo tale che, scettica del fatto che il testo fosse stato veramente frutto della penna di una scrittrice esordiente, ipotizzò che «Stella Gibbons» si trattasse di uno pseudonimo di Evelyn Waugh. L'esordio della Gibbons fu quindi clamoroso, tanto che la donna, invitata ai circoli letterari più disparati, venne elevata allo status di «celebrità» (etichetta che avrebbe poi ricordato con disgusto). Fu proprio questo successo editoriale a spingere Stella a dimettersi dal The Lady per intraprendere una carriera di scrittrice a tempo pieno; a tal proposito, assunse alle proprie dipendenze un agente letterario.
Nel marzo 1931 la Gibbons si fidanzò con Allan Webb, figlio di un membro del clero; il 1º aprile 1933, nella chiesa di San Matteo a Bayswater con una favolosa cerimonia, i due si unirono in matrimonio. Sul versante letterario, nello stesso anno le venne assegnato il prestigioso Femina Vie Heureuse, battendo blasonati scrittori di fama internazionale come Bowen e Rosamond Lehmann. Il fatto ha provocato un certo scalpore, soprattutto nell'animo di Virginia Woolf, che fu categorica nel suo messaggio a Bowen:
Nonostante lo scontento espresso dalla Woolf, solo l'influenza di Gita al faro e l'importanza de La fattoria delle magre consolazioni sono state tali da garantire loro il ricordo nei posteri. La Gibbons coniò addirittura una nuova espressione, «something nasty in the woodshed» (qualcosa di brutto nella legnaia); la frase, molto utilizzata nei paesi anglofoni, allude ad un evento talmente sconvolgente da dover esser mantenuto segreto.

### Nel pieno della carriera

#### Anni trenta

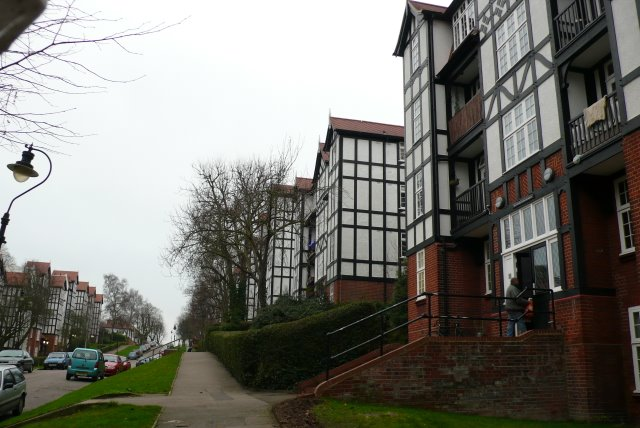
Highgate, quartiere dove la scrittrice visse dal 1936 (foto del 2008)

Il destino di Stella, dopo il matrimonio, non poteva essere quello di una semplice moglie affettuosa, tanto più che il felice ambiente coniugale stimolò persino i suoi istinti creativi: negli anni trenta portò a termine cinque altri romanzi, così come due raccolte di poesie, un libro per bambini e una raccolta di storie brevi. Nel novembre 1936 la Gibbons e il marito già traslocarono a Oakshott Avenue, a Highgate, sobborgo a nord di Londra. Le sue nuove opere ebbero un'accoglienza molto calorosa, ma non raggiunsero mai il successo de La fattoria delle magre consolazioni. Non a caso, i lettori della Gibbons vennero ammoniti dal Times, che raccomandò loro di non aspettarsi troppo dal secondo romanzo della donna, Bassett (1934). Sotto questi influssi nacquero anche Nightingale Wood (1935) - «Cenerentola al mondo d'oggi» - e My American, «variante de La regina delle nevi di Hans Christian Andersen».
Nonostante la reputazione affermata come scrittrice comica, Stella preferiva considerarsi una poetessa. In questo ambito, pubblicò due collezioni di poesie, l'ultima delle quali, The Lowland Verses (1938), contiene The Marriage of the Machine, una ricca riflessione sull'inquinamento industriale:
L'unico libro per bambini della Gibbons fu invece The Untidy Gnome, pubblicato nel 1934 e dedicato alla figliola Laura, che nacque proprio quell'anno.

#### Seconda guerra mondiale: 1939–45
Il germe della seconda guerra mondiale, appena scoppiata, non intaccò l'energia creativa della Gibbons. A novembre iniziò a scrivere una serie di articoli, A Woman's Diary of the War, per la rivista della chiesa di Saint Martin-in-the-Fields. La redazione della serie, che impegnò la scrittrice fino al novembre 1943, si rivelò una straordinaria opportunità per pubblicare le proprie opinioni sul conflitto. Nell'ottobre 1941 Stella scrisse:
Nel 1940 Webb venne trasferito al Cairo; partecipò anche alla campagna del Nordafrica, conducendo la vita del soldato, combattendo coraggiosamente, affrontando rischi d'ogni sorta.
Mentre il marito combatteva in Africa, Stella scrisse Christmas at Cold Comfort Farm (che però non ebbe la stessa risonanza del romanzo originario) e altri tre racconti brevi: The Rich House (1941), Ticky (1942) e The Bachelor (1944). La Gibbons amava in particolar modo Ticky, satira sulla vita bellica dell'Ottocento, pur ammettendo che avrebbe suscitato poco interesse nel pubblico. L'opera si rivelò infatti un flop, nonostante una buonissima recensione del Times Literary Supplement. Il biografo Reggie Oliver ammise in effetti che «la seconda guerra mondiale si trattava di un periodo pessimo per fare satira ... i riti ridicoli e pericolosi che circondano l'istinto aggressivo maschile».

### Dopoguerra
Immediatamente dopo la fine del conflitto, la Gibbons scrisse Westwood (1946). L'opera si concentra sulla figura di Charles Morgan, che appare nelle vesti del romanziere «Gerald Challis», uomo pomposo e privo di senso dell'umorismo. Oliver definì il libro come uno dei ritratti satirici «più riusciti e viziosi» di Stella; Lynne Truss, nell'introduzione della ristampa di Westwood del 2011, lo descrisse come «un romanzo ricco e maturo, romantico e malinconico, pieno di personaggi a tutto tondo e con un dialogo favoloso». Il pubblico, tuttavia, era ancora condizionato dalla magistrale resa de La fattoria delle magre consolazioni; per sopperire a questo problema, la Gibbons scrisse Conference at Cold Comfort Farm, dove l'azienda agricola diventa un sito turistico. Il libro, pur avendo ottenuto un discreto successo, secondo Oliver, non ammette paragone con l'originale.
Nel 1950 Stella terminò la scrittura di un volume di poesie, Collected Poems, mentre l'anno successivo divenne membra della Royal Society of Literature. Nel resto degli anni cinquanta la donna continuò a ritmo serrato a scrivere romanzi, che pur essendo gradevoli vennero tutti accolti tiepidamente. Fra questi degno di nota è Fort of the Bear, ambientato nel profondo Canada, in regioni selvagge ed inesplorate. Fra gli altri lavori della Gibbons si annoverano The Shadow of a Sorcerer (1955), ispirato da un viaggio in Austria e a Venezia, e Jane in Space,  serie di fantascienza scritta nello stile di Jane Austen. Stella, che nel 1957 stilò anche l'introduzione per la riedizione di Ragione e sentimento, era una fervente ammiratrice della Austen, da lei definita «una delle artiste più squisite».
Allan Webb nel frattempo tornò in Inghilterra, dove - essendo la guerra terminata - poté dedicarsi di nuovo alla sua passione, il teatro: nel 1946 già recitava sotto le vesti del conte di Almaviva ne Le nozze di Figaro, presso la English National Opera. Durante le varie recite, Webb ebbe anche una breve relazione adultera con una delle attrici, Sydney Malcolm, che però fu prontamente perdonata dalla Gibbons. Nel 1949 Webb lasciò comunque la carriera teatrale e diventò un libraio, con un negozio di libri di sua proprietà nel quartiere di Archway. Nel 1958, tuttavia, venne diagnosticato un tumore al fegato ed il suo stato di salute peggiorò ancora: morì nel luglio 1959, nella residenza a Oakshott Avenue.

### Ultime opere
Dopo la morte del marito, la Gibbons rimase a Oakshott Avenue e continuò a scrivere romanzi. Dal 1961 affittò una residenza estiva a Trevone, località balneare della Cornovaglia, che sarebbe poi diventata l'ambientazione della sua opera The Weather at Tregulla (1962). Nel 1966 ritornò a dedicarsi anche alla critica letteraria, con la redazione di due saggi: Light on C.S. Lewis, revisione dell'operato dello scrittore, e Genesis of a Novel, dove riflette sulle conseguenze (positive e non) che La fattoria delle magre consolazioni esercitò sulla sua carriera. Con un sapiente accostamento, Stella paragonò il libro ad «un vecchio zio impossibile da ignorare, al quale bisogna essere grati perché ti garantisce l'indennità, ma che comunque ha una personalità noiosa e che ti mette a disagio».

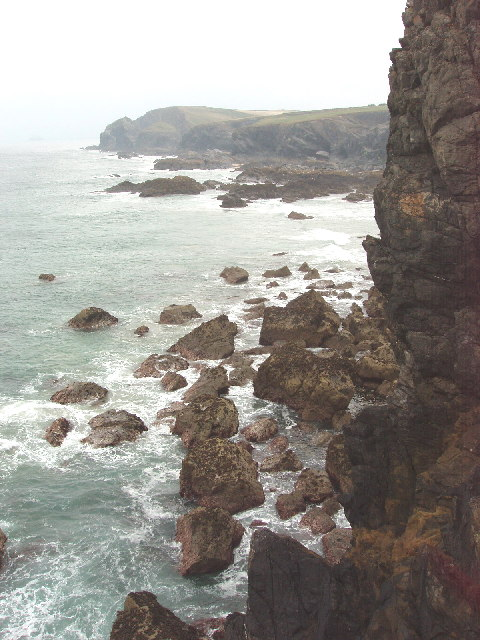
Fu proprio a Trevone (in foto, la baia che lambisce la città) che la Gibbons affittò una casa estiva, per poi ambientarvi uno dei suoi romanzi.

Sempre nel 1966 la Gibbons fece i suoi ultimi viaggi oltremanica, precisamente a Grenoble, in Francia, dove fece visita ad Elizabeth Coxhead, amica di vecchia data; il tragitto le fu d'ispirazione per The Snow Woman, dove Stella si prefigge di discutere il suo disgusto per gli eccessi emotivi. L'ultimo romanzo della Gibbons ad esser stato pubblicato fu The Woods in Winter; negli anni ottanta, infatti, la donna scrisse due racconti brevi per gli amici, The Yellow House e An Alpha, al 2015 mai divulgati.

### Ultimi anni
Gli ultimi anni di vita di Stella passarono senza eventi di rilievo, quasi totalmente inosservati. Se però la sua fama diminuì, al suo fascino non toccò la stessa sorte: Jill Neville ricordò che «la sua bellezza durò, così come il suo portamento eretto, tipico delle donne edoardiane costrette da giovani a camminare mantenendo un libro in equilibrio sul capo». Per il resto la Gibbons continuò a scrivere novelle occasionali, due delle quali vennero rifiutate dalla BBC; tre fra le sue poesie vennero invece incluse in un'antologia di Richard Adams, Occasional Poets, che raccoglie componimenti di autori come Iris Murdoch, William Golding, Alan Ayckbourn e Quentin Crisp. Fra queste poesie, vale la pena fare un cenno a Writ in Water, dove si approfondisce la tematica della «felicità deliberata» della poesia di John Keats: il manoscritto di questo poema è oggi custodito nel Keats-Shelley Memorial House, a Roma.
In ogni caso, nonostante l'avanzare degli anni, Stella mantenne una vasta cerchia sociale, che comprendeva personalità come l'attore Barry Humphries e lo scrittore John Braine. Per consolidare queste conoscenze, negli anni settanta iniziò addirittura a riceverli a dei tea party, in occasione dei quali, secondo Neville, «era nota per cacciare gli ospiti se si fossero rivelati striduli, drammatici, o scrittori di romanzi tragici». Inoltre, pur essendo la sua produzione letteraria ormai cessata, continuava a registrare le proprie opinioni sulla letteratura in un piccolo diario.
Gli ultimi anni passarono tra le sofferenze fisiche, acuite dal suo intenso tabagismo: Stella Gibbons morì infine il 19 dicembre 1989. Pianta sinceramente dai suoi contemporanei, Stella fu sepolta con tutti gli onori nel cimitero di Highgate, a fianco al marito tanto amato. Al funerale, Oliver lesse due dei poemi della Gibbons, per ricordare la sua passione dominante per la poesia; Fairford Church, in particolare, così terminava:

## Fortuna

### Stile
La vasta e variegata produzione letteraria della Gibbons è caratterizzata da uno stile brillante, ironico e sobriamente snob, impreziosito da numerose descrizioni, frutto degli anni trascorsi nel giornalismo. Sebbene Beauman abbia citato la scrittrice ad esempio di un «brio malizioso», Truss non ha affatto visto maliziosità nel suo senso dell'umorismo, che in realtà riflette il disgusto che la donna nutriva per la pomposità e l'ipocrisia. Lo stesso Truss ha descritto la Gibbons come «la Jane Austen del Novecento», un parallelo pensato anche dallo scrittore Malcolm Bradbury; Flora Poste de La fattoria delle magre consolazioni, con il suo «elevatissimo buon senso», è stata non a caso paragonata ad «un'eroina di austeniana memoria [...] moderna e perspicace».
Truss ha sottolineato l'importanza che ha rivestito il distacco nella produzione letteraria di Stella: «come per un buon dottore, sembra che lei abbia considerato la simpatia un'emozione tanto peculiare quanto ridondante, se non una terribile perdita di tempo». Questa caratteristica della sua prosa potrebbe, secondo Richard Boston (necrologista della donna nel Guardian), essere una reazione al turbolento ambiente familiare nel quale è cresciuta da bambina, «lì erano tutti fortemente sessuati, proprio come avviene con gli Starkadder [i protagonisti de La fattoria delle magre consolazioni]». Neville ha anche colto la sottilissima ironia del successo di Stella, dovuto in gran parte ai banali melodrammi che tanto odiava; le opere sulla vita quotidiana, pur non essendo state accolte negativamente dalla critica, non le hanno garantito nessun riconoscimento letterario. Tuttavia fu proprio il suo stile semplice, disadorno, privo di tutte quelle ornamentazioni linguistiche che tanto andavano in voga ai suoi tempi, ad averle garantito la gloria nei posteri: Rachel Cooke la elogia proprio in quanto «acerrima nemica di tutto il solenne, il pomposo e l'eccessivamente sentimentale». In effetti le opere della Gibbons peccano per la sentimentalità, ma la stessa cosa non si può dire per la sensibilità; la donna, infatti, nel corso della sua vita valutò con rara consapevolezza tematiche come l'inquinamento marino, decenni prima che venissero effettivamente riconosciute come un problema.

### Accoglienza e reputazione
A dominare la carriera della Gibbons vi fu il successo de La fattoria delle magre consolazioni, che non a caso fu uno dei più longevi longseller della letteratura britannica, sempre presente in commercio (evento alquanto raro nel mondo editoriale). Neville subito pensò che, dopo un tale successo, ottenuto tra l'altro solo all'inizio della carriera di Stella, il resto sarebbe stato una sorta di anticlimax, nonostante le sue indubbie doti. L'edizione del 1985 del The Oxford Companion to English Literature definì la Gibbons solo nei termini de La fattoria delle magre consolazioni, ignorando completamente le altre sue opere; la stessa sorte non toccò invece ad altri autori, come i bêtes noires Morgan e Mary Webb, il cui operato venne esaminato a 360 gradi. Proprio per questo motivo, la Gibbons iniziò a manifestare uno spiccato odio per La fattoria delle magre consolazioni, opera che però le garantì il successo, sottolineato dai plausi della critica; Boston non ammise repliche quando descrisse il romanzo come «uno di quei rari libri di genio comico che si imprime sul cervello e non può mai essere sradicato». Tuttavia le critiche negative, pur essendo in minoranza, furono comunque presenti; ad esempio, vi fu Mary Beard che definì l'opera come «una vittoria del rigore moderno, della pulizia, della contraccezione e della medicina sul mondo rurale, considerato differente, disordinato ... mi sono trovata ad urlare per i diritti di questi poveri contadini per NON farli cadere nelle mani di gente come Flora».
Sebbene Boston abbia suggerito un punteggio alto per Stella nel mondo della letteratura inglese, il suo status letterario risulta di fatto indeterminato. La donna infatti preferiva non promuoversi, ed era insofferente ai fasti della vita pubblica: «Non sono timida» disse ad Oliver «sono solo asociale». Truss ricorda che la Gibbons «respinse apertamente il mondo letterario ... non si prese il minimo disturbo di entrare in qualche circolo». Questa inerzia di Stella, secondo Truss, venne causata dalla sua reputazione letteraria, che la voleva una scrittrice per il grande pubblico; per di più la sua casa editrice, Longmans, era generalmente considerata non-letteraria.
Il critico John Carey suggerì che l'abbandono da parte degli intellettuali di argomenti di pubblico interesse come «gli impiegati e le periferie» aprì la pista per gli scrittori pronti a sfruttare questa zona inesplorata: i primi a farlo con successo furono, secondo Carey, John Betjeman e Stevie Smith. Hammill ritiene che la Gibbons debba figurare insieme a questi due scrittori, avendo lei abbandonato quell'abusato cliché che voleva la periferia un luogo triste, limitato e privo di originalità. Al contrario, sempre secondo Hammill, «le periferie del mondo della Gibbons sono diverse sia socialmente che architettonicamente dalle nostre, e i suoi personaggi - che spaziano dagli aspiranti scrittori ai negozianti - leggono e interpretano gli stili e i valori suburbani in vari modi incompatibili». Hammill aggiunge che forse fu proprio la forte identificazione di Stella con la sua casa di periferia, nella quale visse per 53 anni, può aver influenzato non poco la sua scelta di rimanere al di fuori dal mainstream della vita letteraria metropolitana.

## Opere
Le informazioni qui divulgate si riferiscono solo alla prima edizione; molti libri nel frattempo sono stati ripubblicati, in genere da altre case editrici.

### Romanzi
- La fattoria delle magre consolazioni, Londra, Longmans, 1932, OCLC 488370934.
- Bassett, Londra, Longmans, 1934, OCLC 1268745.
- Enbury Heath, Londra, Longmans, 1935, OCLC 771331617.
- Miss Linsey and Pa, Londra, Longmans, 1936, OCLC 771331622.
- Nightingale Wood, Londra, Longmans, 1938, OCLC 855282998.
- My American, Londra, Longmans, 1939, OCLC 3352997.
- The Rich House, Londra, Longmans, 1941, OCLC 4598606.
- Ticky, Londra, Longmans, 1943, OCLC 3349161.
- The Bachelor, Londra, Longmans, 1944, OCLC 3656831.
- Westwood, or The Gentle Powers, Londra, Longmans, 1946, OCLC 560579821.
- The Matchmaker, Londra, Longmans, 1949, OCLC 752953786.
- Conference at Cold Comfort Farm, Londra, Longmans 1949, OCLC 2550483.
- The Swiss Summer, Londra, Longmans, 1951, OCLC 3347559.
- Fort of the Bear, Londra, Longmans, 1953, OCLC 1268712.
- The Shadow of a Sorcerer, Londra, Hodder and Stoughton, 1955, OCLC 3298907.
- Here Be Dragons, Londra, Hodder and Stoughton, 1956, OCLC 3356228.
- White Sand and Grey Sand, Londra, Hodder and Stoughton, 1958, OCLC 4590193.
- A Pink Front Door, Londra, Hodder and Stoughton, 1959, OCLC 5755768.
- The Weather at Tregulla, Londra, Hodder and Stoughton, 1962, OCLC 3372249.
- The Wolves Were in the Sledge, Londra, Hodder and Stoughton, 1964, OCLC 5755731.
- The Charmers, Londra, Hodder and Stoughton, 1965, OCLC 560578870.
- Starlight, Londra, Hodder and Stoughton, 1967, OCLC 560579737.
- The Snow Woman, Londra, Hodder and Stoughton, 1968, ISBN 0-340-04264-8.
- The Woods in Winter, Londra, Hodder and Stoughton, 1970, ISBN 0-340-10570-4.

### Racconti brevi
- Roaring Tower and other stories, Londra, Longmans, 1937, OCLC 6705456.
- Christmas at Cold Comfort Farm and other stories, Londra, Longmans, 1940, OCLC 771331616.
- Beside the Pearly Water, Londra, Peter Nevill, 1954, OCLC 6922440.

### Libri per bambini
- The Untidy Gnome, Londra, Longmans, 1935, OCLC 560579789.

### Poesie
- The Mountain Beast, Londra, Longmans, 1930.
- The Priestess and other poems, Londra, Longmans, 1934, OCLC 7123475.
- The Lowland Venus, Londra, Longmans, 1938, OCLC 10421672.
- Collected Poems, Londra, Longmans, 1950, OCLC 3372203.